# NGC 50

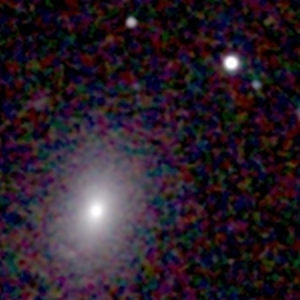
NGC 50 par 2MASS (proche-infrarouge)

NGC 50 est une galaxie lenticulaire située dans la constellation de la Baleine. NGC 50 a été découverte par l'astronome italien Gaspare Stanislao Ferrari (it) en 1865.

## Caractéristiques
Sa vitesse par rapport au fond diffus cosmologique est de 5 355 ± 26 km/s, ce qui correspond à une distance de Hubble de 79,0 ± 5,5 Mpc (∼258 millions d'al).
Une mesure non basée sur le décalage vers le rouge (redshift) donne une distance d'environ 66,800 Mpc (∼218 millions d'al). Cette valeur est comprise à l'intérieur des valeurs de la distance de Hubble.

## Supernova
La supernova SN 2008db a été découverte le 15 mai 2008 dans NGC 50 par G. Pignata, J. Maza, M. Hamuy, R. Antezana, L. Gonzalez, P. Gonzalez, P.Lopez, S. Silva et G. Folatelli de l'université du Chili ainsi que par D. Reichart, K. Ivarsen, A. Crain, D. Foster, M. Nysewander et A. LaCluyze de l'université de Caroline du Nord, dans le cadre du programme de recherche de supernovas CHASE (CHilean Automatic Supernova sEarch). Cette supernova était de type Ia. 